# Dan (fill de Jacob)
Segons el Gènesi, Dan (en hebreu דָּן בן-יַעֲקֹב Dān ben Yahăqōb) és un dels dotze fills de Jacob. La seva mare era Bilhà, una esclava de Raquel, esposa de Jacob. Els seus descendents formarien la Tribu de Dan.
Dan es va casar i va tenir un fill a qui anomenà Huixim.
Un dia, juntament amb els seus germans envejosos de Josep, el van vendre a un mercader d'esclaus ismaelita que anava a Egipte i van dir al seu pare que havia estat mort per una fera. Quan van arribar temps de sequera, baixà amb els seus germans a Egipte per comprar aliments. Allà van trobar el regent del país, qui els confessà que era el seu germà Josep i els perdonà a tots. Aleshores la família s'instal·là a Egipte.